# Jolan Wennberg
Gösta Jan-Olof Jolan Wennberg, född 28 juli 1969, är en svensk fackföreningsledare. Han är andre ordförande för fackförbundet Livsmedelsarbetareförbundet (Livs) sedan maj 2017 när han blev framröstad för att efterträda den avgående andre ordföranden Gerald Lindberg.
Wennberg har arbetat inom slakterinäringen och varit lokal ombudsman för avdelning 4 i Stockholm och centralombudsman för Livs.